# Joana Gama Freire
Joana Gama Freire (Amadora, 17 de setembro de 1986), mais conhecida como Joana Gama, é uma comediante, escritora e radialista portuguesa.

## Início da vida
Joana nasceu em 1986, em Damaia, Amadora, Lisboa, em Portugal.[carece de fontes?] Ela frequentou a Universidade Católica Portuguesa, onde estudou Comunicação Social e Cultural, e iniciou a sua carreira com atuações de stand-up e de comédia de improviso, como uma apresentadora e comediante do canal de televisão, Sic Radical.

## Carreira

### Comédia
Joana começou a sua carreira na comédia, com atuações de stand-up e comédia de improviso, se estreando nos palcos com o seu espetáculo solo de comédia intitulado "Estou só a ver".[carece de fontes?] O Com seu estilo de comédia sendo conhecido por ser franco e direto, abordando temas como traumas, complexos, receios e inseguranças de uma forma por vezes humorística e outras mais séria.
Ela criou um stand-up de comédia "Comedy Therapy", onde era abordado de improviso diversos temas sugeridos pelo público e pelo elenco de cinco comediantes, André de Freitas, David Cristina, Joana Gama e Pedro Alves e pela Tânia Graça, sexóloga e psicóloga clínica.

### Rádio
Ela iniciou a sua carreira na rádio, passando pelos estúdios da RFM e da Mega Hits. Fez o programa de rádio "Prova Oral" com Fernando Alvim. E atualmente faz parte das "Manhãs da 3" na Antena 3.

### Podcasts
Em 2020, Joana fez parte do podcast "Banana-Papaia" com Rita Camarneiro, foi uma MC no podcast de Rui Unas, Maluco Beleza. Ela também criou o seu próprio podcast chamado "Psychoterapia", onde falava de saúde mental, o podcast "Não sei ser", que procurar manter atualizado sobre o dia-a-dia da mesma e as suas frustrações, e o "Mamos de Boca", em colaboração com Pedro Alves.

### Escritora
Em sua carreira como escritora, ela publicou os livros "Estou Toda Grávida" em 2014, "A Mãe é que Sabe" (em co-autoria com Joana Paixão Brás) em 2016, e "Alguém Que Me Cale" em 2020.